# 朱齡石
朱齡石（379年—418年），字伯兒，朱超石之兄，沛郡沛縣（今江蘇沛縣）人。東晉末年將領，在晉官至右將軍、雍州刺史。朱齡石曾參與劉裕討桓玄的義兵，亦曾抵抗進犯京師的盧循及掛帥率眾滅西蜀，很得劉裕器重。最終在棄守長安後被夏國軍隊擊敗，被俘並被殺。

## 生平
朱齡石父祖皆為將領，他初任殿中將軍，後擔任撫軍將軍桓脩的參軍，並與其同鎮京口（今江蘇鎮江）。元興三年（404年），建武將軍劉裕於京口起兵討伐時已篡位的桓玄，並殺桓脩，又以朱齡石為其參軍，又隨同劉裕率軍西攻建康（今江蘇南京）。
同年，劉裕收復建康，劉裕升鎮軍將軍，朱齡石續任其參軍，後遷武康縣令，加寧遠將軍。當時武康縣人姚係祖乘東晉內戰而招眾為盜，屯居於險要的地方，各郡縣都不敢討伐。朱齡石到後，假裝親待姚係祖，召他為自己參軍；姚係祖亦自恃部眾強盛，認為朱齡石不敢對付自己，於是應召。不過，朱齡石暗中查探了通往姚係祖居處的路徑，乘宴會殺死了姚係祖，又派人突襲其居處，一舉消滅了姚係祖的勢力。
後劉裕又先後兩次召朱齡石復任其參軍，又曾任徐州主簿及尚書都官郎等職。義熙六年（410年），盧循乘劉裕北伐南燕而起兵，劉裕於滅南燕後即回軍對抗盧循，又以朱齡石為其參軍。盧循軍逼近石頭城，朱齡石領中軍，並率鮮卑步矟南渡秦淮河，與沈林子等抵抗盧循，終殺數百人，逼退敵軍。平定盧循叛亂後，朱齡石改任寧遠將軍、寧蠻護軍、西陽太守。
義熙八年（412年）十二月，劉裕以朱齡石為建威將軍、益州刺史，並命他率軍討伐西蜀。義熙九年（413年），朱齡石自率主力自外水攻成都（今四川成都），並進攻平模（今四川彭山東）。當時守軍夾岸築南北二城作抵禦，朱齡石決意以精兵攻下相對險要和兵多的北城，認為北城既下，南城自潰。最終朱齡石攻破北城，斬殺守將侯暉及譙詵，並領兵回攻南城，南城果然自潰；接著朱齡石棄水道，以陸道繼續前進。另一方面，別軍擊殺駐鎮牛鞞（今四川簡陽市）的西蜀大將譙撫之。此戰之後，西蜀各屯都聞風而降，直至逼近成都時，蜀王譙縱棄城逃走，朱齡石順利於五月壬申日（6月22日）攻入成都，並誅殺譙縱宗族。隨後譙縱自殺，意圖反擊的譙道福亦因兵眾盡散而逃亡，終被巴獠所殺，西蜀滅亡。隨後侯產德叛亂，朱齡石又大行誅連與侯產德相關的人。朱齡石因滅蜀的功勞進輔國將軍，加監梁州之巴西梓橦宕渠南漢中、秦州之安固懷寧六郡諸軍事，並封豐城縣侯。
義熙十一年（415年），時任太尉的劉裕又召朱齡石為其諮議參軍，加冠軍將軍。次年，劉裕率軍北伐後秦，朱齡石遷左將軍，配兵守衞殿省，並得當時總攝內外的尚書左僕射劉穆之信任，與他商討要事。義熙十四年（418年），劉裕滅後秦後回軍彭城，受相國位，並以朱齡石為相國右司馬。
同年，留守長安（今陝西西安）的安西將軍劉義真受夏國進攻，劉裕於是徵還劉義真，並以朱齡石為持節、都督關中諸軍事、右將軍、雍州刺史，代劉義真鎮守長安。劉裕更敕令朱齡石，若果長安真的不能據守，可與劉義真一同撤還。十一月，朱齡石到長安，劉義真的將士因為貪婪而大掠當地，載著寶物、男女東歸。朱齡石因而遭長安人民逼逐，於是出奔潼關，長安終被夏國所佔。
朱齡石及後自潼關投靠駐守曹公壘的龍驤將軍王敬先，但當時夏國將領赫連昌率兵進攻曹公壘，並斷絕水道，令壘中兵士因口渴而不能作戰。最終朱齡石與王敬先都被俘至長安，並遭殺害，享年四十歲。

## 性格特徵
- 朱齡石喜好武事，行事頗為輕佻，並不管束自己言行。他曾在舅舅的枕頭上貼上一方寸的剪紙，然後在八、九尺外以飛刀擲過去。雖然百發百中，但為人怯懦的舅舅戰慄害怕，只能一動不動地任由朱齡石擲刀。後舅舅頭上長大瘤，朱齡石竟乘夜偷偷去割瘤，最終將舅舅殺死了。
- 朱齡石的伯父朱憲及朱斌都是袁真部將，但袁真於枋頭之戰後因不滿桓溫委罪與他而以壽陽（今安徽壽縣）叛晉，朱憲及朱斌更因被指暗通桓溫而被袁真殺害，朱齡石父朱綽就出奔桓溫，並在收復壽陽後開袁真棺槨鞭屍洩憤，卻招來桓溫憤怒，要殺死他。桓沖因為力請桓溫饒恕朱綽而被朱綽以父親看待，桓沖死後朱綽亦吐血去世，故朱齡石與桓氏關係密切，桓沖的兒子們對朱齡石就如兄弟一般。故此在劉裕討伐桓玄時，朱齡石就表示不忍與桓氏交戰，請在大軍後方。

## 逸事
- 朱齡石滅蜀時，西蜀尚書令馬耽封存府庫待晉軍接收，不過朱齡石到後，馬耽就被遷徙到越巂郡。馬耽就說：「朱侯不送我到京師，是想滅口呀，我肯定避不過了。」於是自殺，隨後朱齡石使者來到，就鞭打馬耽的屍體。胡三省為《資治通鑑》作註時表示馬耽是知道朱齡石擅取府庫物資而認為朱齡石要加害自己。

## 家庭

### 弟
- 朱超石，東晉官員、將領，官至中書侍郎，與朱齡石一同被俘，遇害。

### 子
- 朱景符，嗣子。

## 延伸阅读
[在维基数据编辑]
 《宋書·卷48》，出自沈约《宋书》
 《南史·卷16》，出自李延壽《南史》